# 布里扬松梅
布里扬松梅是蔷薇科李属植物，也叫阿尔卑斯梅（法語：prunier des Alpes），原产法国和意大利的阿尔卑斯山区。其果实可食用，但和梅子一样，布里扬松梅生食很酸，一般用于制作果酱。种子可榨取食用油。
布里扬松梅外形类似杏组物种（如杏和梅），但其果皮像李子一样光滑无毛。因此，它有时被称为布里扬松杏（法語：abricotier de Briançon），有时被称为布里扬松李（法語：prunier de Briançon）。其分类位置也有争议。根据叶绿体DNA序列，布里扬松梅与李组物种聚在一起，但根据核DNA序列，布里扬松梅与杏组物种更接近。

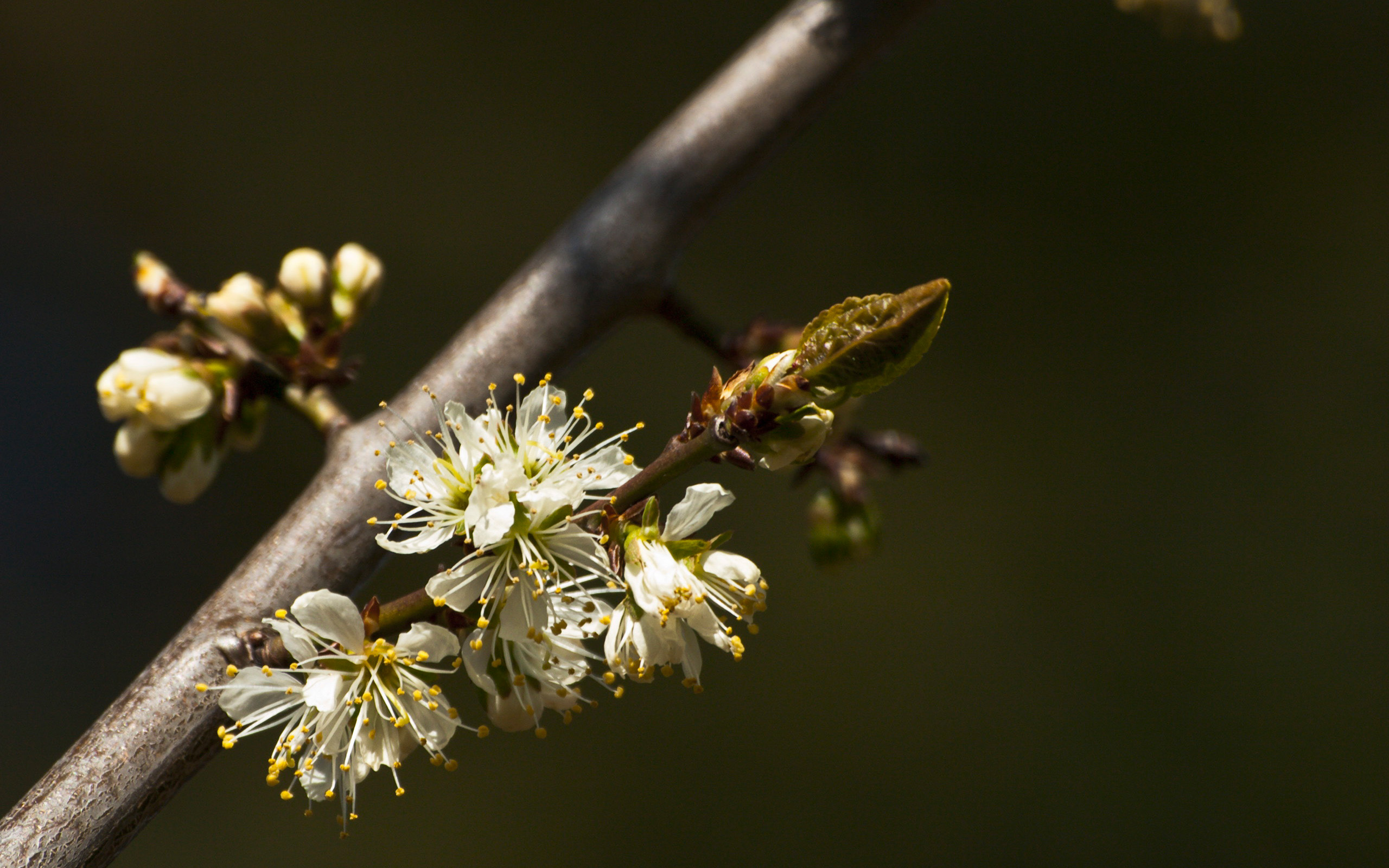
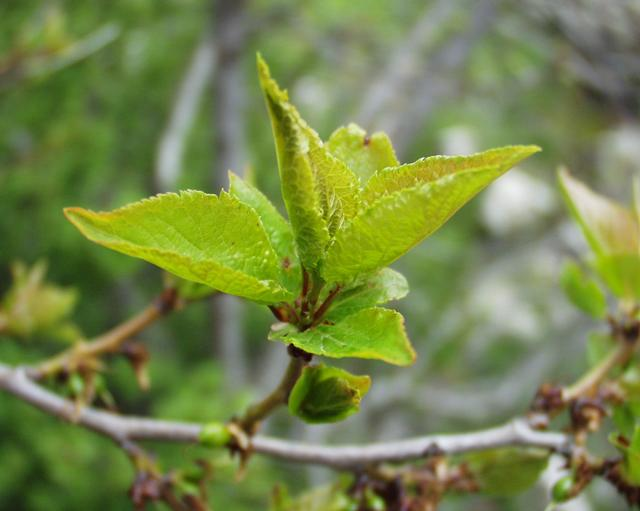
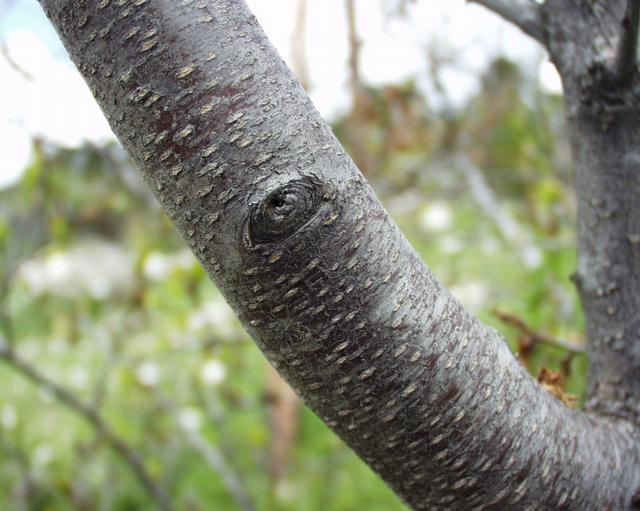
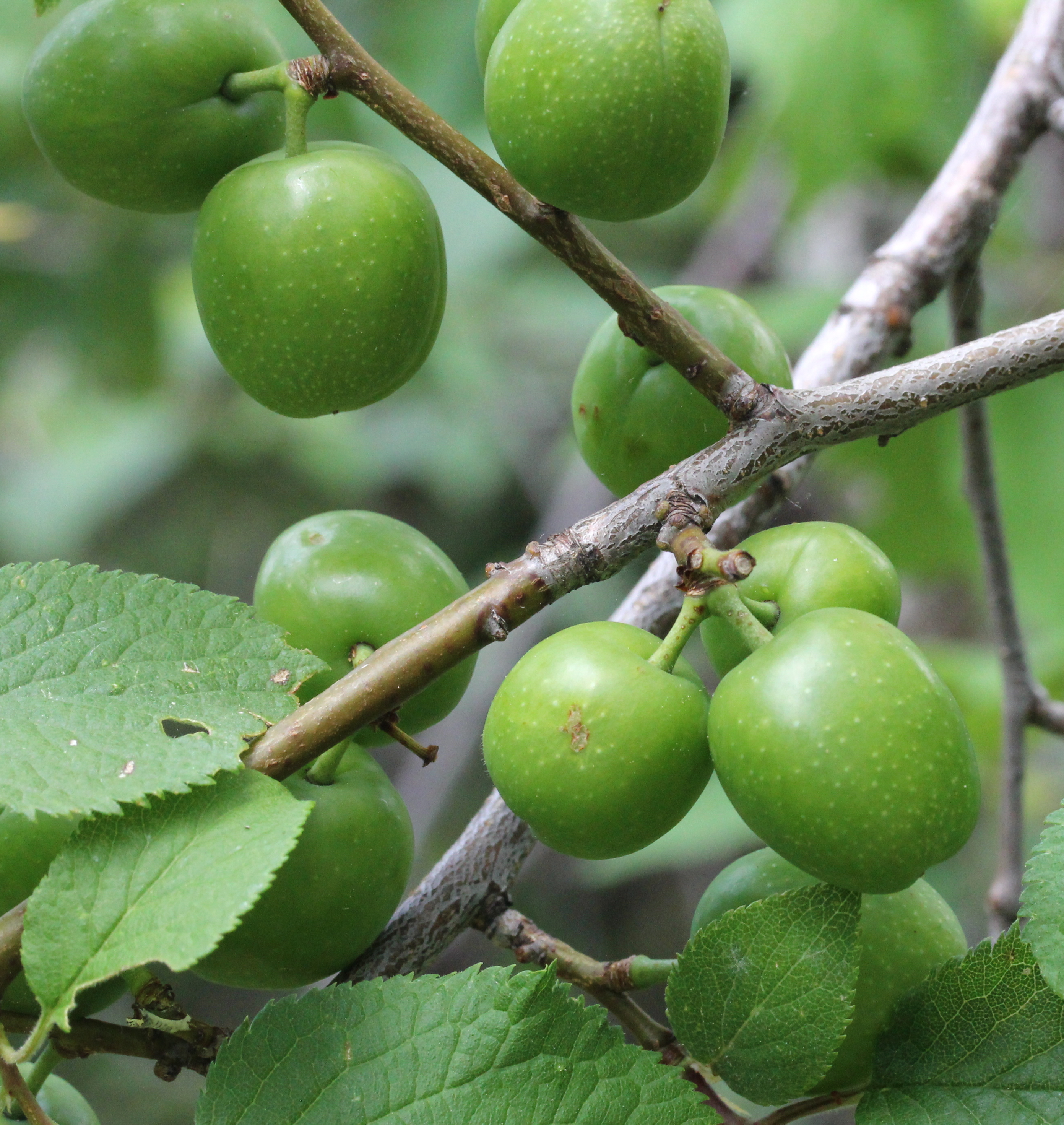
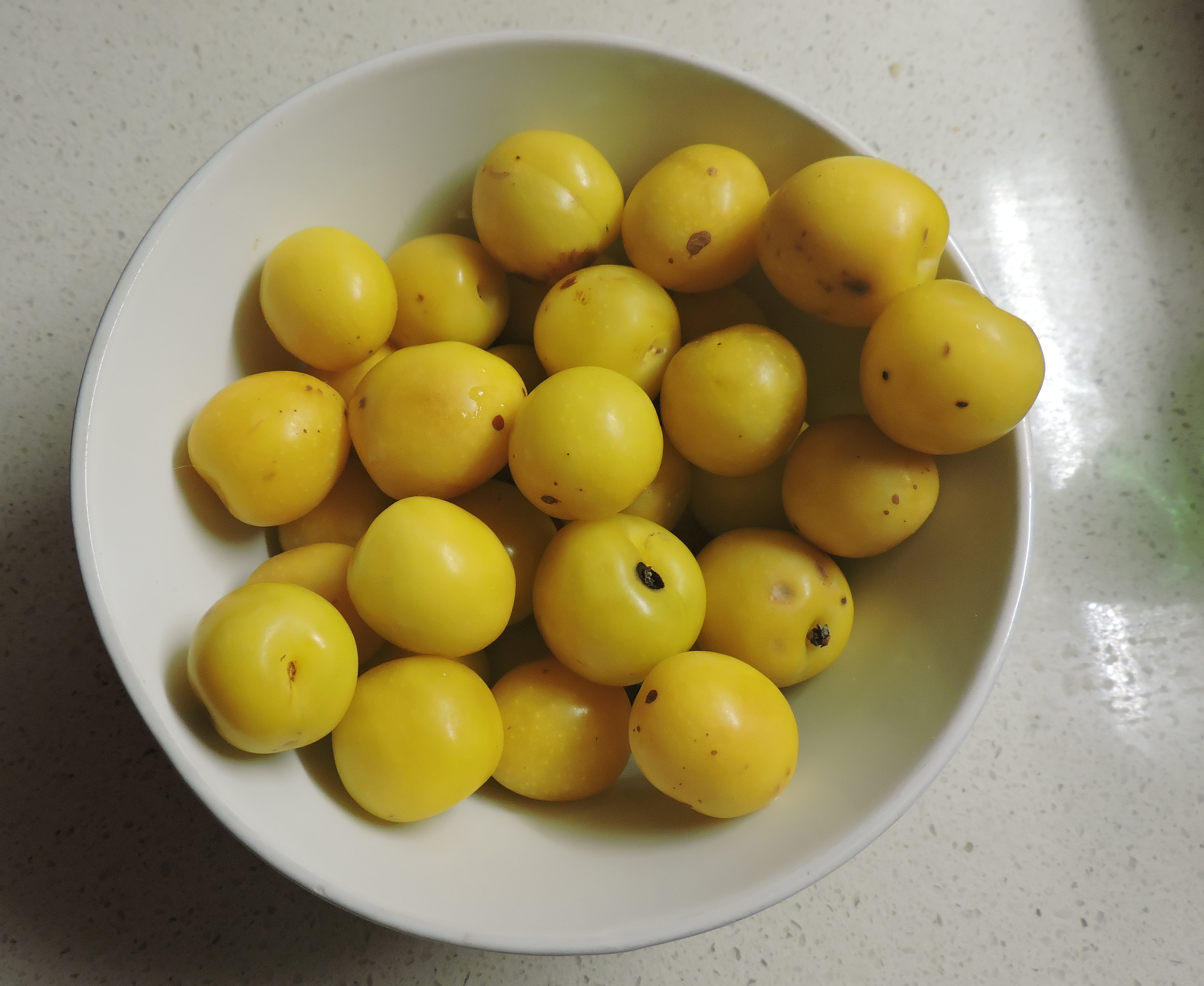